# Roszkowa Wola
Roszkowa Wola [pronunciación en polaco: /rɔʂˈkɔva ˈvɔla/] es un pueblo ubicado en el distrito administrativo de Gmina Rzeczyca, dentro del Condado de Tomaszów Mazowiecki, Voivodato de Łódź, en Polonia central. Se encuentra aproximadamente a 10 kilómetros al este de Rzeczyca, a 30 kilómetros al este de Tomaszów Mazowiecki, y a 69 kilómetros al este de la capital regional Łódź.